# Britata
Britata (ros. Brytat) – wieś w Osetii Południowej, w regionie Dżawa. W 2015 roku liczyła 6 mieszkańców.